# Мурупара
Мурупара (англ. Murupara) — місто у дистрикті Вакатане, регіон Бей-оф-Пленті, Нова Зеландія.

## Географія
Мурупара розташоване на Північному острові, на березі річки Ранґітаікі за 62 км на південь від міста Вакатане та за 53 км на схід від міста Роторуа. 
З півдня та заходу місто оточене лісом Каінґароа, з півночі та сходу природоохоронною теритрією Уревера.

## Клімат
Клімат у Мурупара морський помірний. Середня річна температура становить +13,3 °C. Випадає близько 1295 мм опадів в рік.
| Клімат Мурупара                            | Клімат Мурупара | Клімат Мурупара | Клімат Мурупара | Клімат Мурупара | Клімат Мурупара | Клімат Мурупара | Клімат Мурупара | Клімат Мурупара | Клімат Мурупара | Клімат Мурупара | Клімат Мурупара | Клімат Мурупара | Клімат Мурупара |
| Показник                                   | Січ.            | Лют.            | Бер.            | Квіт.           | Трав.           | Черв.           | Лип.            | Серп.           | Вер.            | Жовт.           | Лист.           | Груд.           | Рік             |
| Середній максимум, °C                      | 22,8            | 22,9            | 20,9            | 18,0            | 15,1            | 12,6            | 12,0            | 12,8            | 14,6            | 16,4            | 18,6            | 20,8            | 17,3            |
| Середня температура, °C                    | 18,4            | 18,3            | 16,7            | 13,3            | 11              | 8,9             | 8,2             | 9               | 10,9            | 12,7            | 14,9            | 16,8            | 13,3            |
| Середній мінімум, °C                       | 12,6            | 13,0            | 11,1            | 8,5             | 6,3             | 4,3             | 3,5             | 4,1             | 5,8             | 7,6             | 9,2             | 11,5            | 8,1             |
| Середня кількість сонячних годин на місяць | 242,9           | 205,9           | 199,7           | 170,5           | 145,1           | 119,1           | 130,7           | 152,1           | 155,1           | 190,8           | 200,1           | 215,8           | 2127,8          |
| Норма опадів, мм                           | 105             | 99              | 106             | 97              | 109             | 117             | 108             | 120             | 113             | 99              | 93              | 129             | 1295            |
| Днів з опадами                             | 8,2             | 7,4             | 8,5             | 8,2             | 9,5             | 11,2            | 11,0            | 11,6            | 11,3            | 10,9            | 9,4             | 10,0            | 117,0           |
| Вологість повітря, %                       | 78.8            | 81.4            | 81.5            | 83.4            | 87.1            | 87.5            | 87.3            | 85.9            | 81.6            | 79.7            | 77.2            | 78.9            | 82.5            |
| ------------------------------------------ | --------------- | --------------- | --------------- | --------------- | --------------- | --------------- | --------------- | --------------- | --------------- | --------------- | --------------- | --------------- | --------------- |

## Населення
| 1996 | 1999   | 2001   | 2006   | 2013   | 2018   |
| ---- | ------ | ------ | ------ | ------ | ------ |
| 2320 | ▼ 2208 | ▼ 2080 | ▼ 1950 | ▼ 1656 | ▲ 1790 |

Етнічний склад населення станом на 2013 рік:
| Маорі  | Вихідці з Європи | Вихідці з Океанії | Вихідці з Азії | Инші  |
| ------ | ---------------- | ----------------- | -------------- | ----- |
| 90.8 % | 17.6 %           | 3.4 %             | 0.9 %          | 0.6 % |

## Відомі персоналії
Уродженці
- Пем Берд[en] — новозеландський політик, очільник Партії маорі у 2010-2013 роках[5][6][7].

Мешканці
- Джасінда Ардерн — новозеландський політик, прем'єр-міністр Нової Зеландії (з 2017 року).